# Sagerska målet

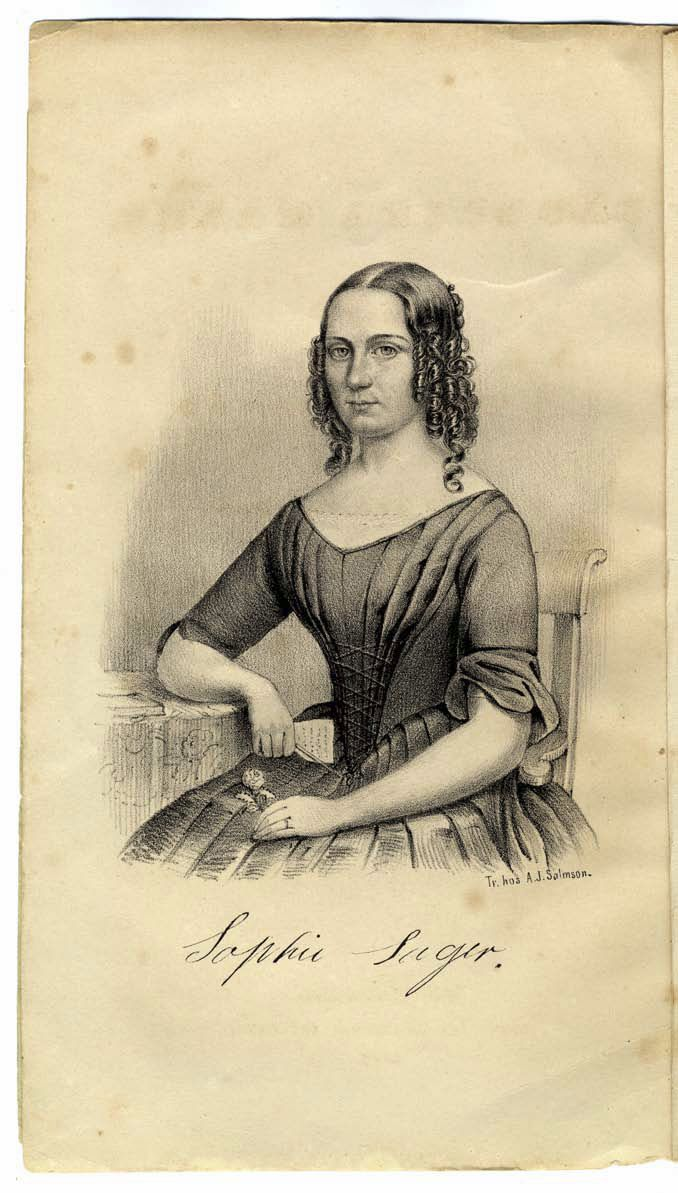
Sophie Sager

Sagerska målet var ett mål om ett våldtäktsförsök som utspelade sig i Stockholm 1848. Det var ett av de mest uppmärksammade kriminalmålen i Sverige under 1800-talet.
Målet har sitt namn efter Sophie Sager, som anklagade sin hyresvärd, stallmästaren Gustaf Möller, på Svenska Prästgatan 14 (nuvarande adress är Prästgatan 32) för att ha utsatt henne för våldtäktsförsök och misshandel. Målet var sensationellt: det var mycket ovanligt att en kvinna frivilligt anmälde en våldtäkt eller ett våldtäktsförsök under denna tid. 
Man förde även fram argumentet att misshandeln var frågan om laglig aga av tjänstefolk, vilket Sverige förbjöd först 1858, och hävdade att Sager skulle betraktas som Möllers piga. 
Utgången var också den ovanlig. Möller dömdes som skyldig, främst på grund av läkaren Johan Brismans medicinska utlåtande som bekräftade Sagers version. Straffet blev böter. Sager blev en av det dåtida Sveriges mest kända kvinnor genom rättegången och gjorde sig känd som feminist i både Sverige och USA.